# Constantin Constantiniu
Constantin Constantiniu (n. 1894 – d. 1971) a fost un general român, care a luptat în cel de-al doilea război mondial.

## Serviciu
- 1941 – 1944 - Șef al Serviciului de Intendență la Subsecretariatul Forțelor Aeriene.
- 1944 – 1945 - Șeful Serviciului de Intendență al Armatei.
- 1945 – 1946 - Director al Înaltului Departament de Audit.
- 1946 – 1948 - Inspector-General în Inspectoratul Intendenței.
- 1947 – 1948 - Director General în Departamentul Administrației Armatei.
- 1948 – 1949 - Comandantul Înaltei Școli de Administrație.
- 1949 – 1952 - Comandantul Școlii de Logistică a Armatei.
- 1952 - În retragere.